# 1533.
◄ | 15. stoljeće | 16. stoljeće | 17. stoljeće | ►
◄ | 1500-ih | 1510-ih | 1520-ih | 1530-ih | 1540-ih | 1550-ih | 1560-ih | ►
◄◄ | ◄ | 1530. | 1531. | 1532. | 1533. | 1534. | 1535. | 1536. | ► | ►►
Arhitektura • Astronomija • Glazba • Kazalište • Kiparstvo • Knjige • Književnost • Kršćanstvo • Medicina • Politika • Pravo • Promet • Slikarstvo • Znanost

## Događaji
- 25. siječnja – Henrik VIII., kralj Engleske ženi se za drugu ženu Anu Boleyn
- 11. srpnja – Papa Klement VII. ekskomunicira Henrika VIII.
- 3. prosinca – Ivan IV. u dobi od samo tri godina postane veliki knez Moskve
- Sukobi između Henrika VIII. i pape vode do odvajanja engleske crkve od katoličke
- Jean Calvin odreče se katoličke crkve
- Francisco Pizarro osvaja carstvo Inka

## Rođenja
- 28. veljače – Michel de Montaigne, francuski pisac († 1592.)
- 7. rujna – Elizabeta I., engleska kraljica († 1603.)
- 27. rujna – Stefan Batory (István Báthory), kralj Poljske († 1586.)

## Smrti
- 4. srpnja – John Frith, engleski protestantski vjerski reformator i mučenik (* 1503.)
- 6. srpnja – Ludovico Ariosto, talijanski književnik (* 1474.)
- 29. kolovoza – Atahualpa, posljednji vladar Inka (* oko 1500.)
- 3. prosinca – Vasilije III., veliki knez Moskve (* 1479.)

## Vanjske poveznice
|  | Zajednički poslužitelj ima još gradiva o temi 1533. |